# Hoofdklasse hockey heren 2006/07
Het seizoen 2006/07 was de 34ste editie van de Nederlandse herenhoofdklasse hockey. De competitie begon op 8 september 2006 en eindigde op 28 mei 2007. 
In het voorgaande jaar degradeerde Laren. Hiervoor kwam Kampong na een jaar afwezigheid in de plaats.
Bloemendaal pakte zijn tweede titel op rij. Eindhoven degradeerde rechtstreeks. Klein Zwitserland degradeerde voor het eerst sinds de oprichting van de Hoofdklasse in 1974 door verlies in de nacompetitie.
Grote sensatie dit seizoen was de Duitser Christopher Zeller die uitkwam voor kampioen Bloemendaal, met zijn fenomenale acties en enorme trefzekerheid: 47 doelpunten!

## Eindstand
Na 22 speelronden was de eindstand:
| #  | Club              | GS | W  | G | V  | P  | DV       | DT       | DS  |
| -- | ----------------- | -- | -- | - | -- | -- | -------- | -------- | --- |
| 1  | Bloemendaal       | 22 | 21 | 0 | 1  | 63 | 115 - 42 | 115 - 42 | +73 |
| 2  | HGC               | 22 | 14 | 3 | 5  | 45 | 60 - 47  | 60 - 47  | +13 |
| 3  | Rotterdam         | 22 | 13 | 3 | 6  | 42 | 78 - 52  | 78 - 52  | +26 |
| 4  | SCHC              | 22 | 10 | 5 | 7  | 35 | 65 - 53  | 65 - 53  | +12 |
| 5  | Amsterdam         | 22 | 10 | 4 | 8  | 34 | 63 - 51  | 63 - 51  | +12 |
| 6  | Kampong           | 22 | 9  | 3 | 10 | 30 | 55 - 57  | 55 - 57  | -2  |
| 7  | Den Bosch         | 22 | 7  | 9 | 6  | 30 | 51 - 46  | 51 - 46  | +5  |
| 8  | Tilburg           | 22 | 9  | 2 | 11 | 29 | 52 - 57  | 52 - 57  | -5  |
| 9  | Oranje Zwart      | 22 | 8  | 5 | 9  | 29 | 60 - 53  | 60 - 53  | +7  |
| 10 | Klein Zwitserland | 22 | 8  | 2 | 12 | 26 | 49 - 52  | 49 - 52  | -3  |
| 11 | Pinoké            | 22 | 3  | 2 | 17 | 11 | 38 - 84  | 38 - 84  | -46 |
| 12 | Eindhoven         | 22 | 1  | 0 | 21 | 3  | 27 - 119 | 27 - 119 | -92 |

### Legenda
| Afk.              | Betekenis                                                                        |
| ----------------- | -------------------------------------------------------------------------------- |
| GS                | aantal gespeelde wedstrijden                                                     |
| W                 | aantal gewonnen wedstrijden                                                      |
| G                 | aantal gelijk gespeelde wedstrijden                                              |
| V                 | aantal verloren wedstrijden                                                      |
| P                 | totaal aantal punten                                                             |
| DV                | aantal gemaakte doelpunten                                                       |
| DT                | aantal doelpunten tegen                                                          |
| DS                | doelsaldo                                                                        |
| Bloemendaal       | Bloemendaal, HGC en Rotterdam plaatsen zich voor de Euro Hockey League 2007/2008 |
| SCHC              | SCHC heeft zich alleen weten te plaatsen voor de play offs                       |
| Pinoké            | Pinoké heeft zich weten te handhaven dankzij winst in de play offs.              |
| Klein Zwitserland | Klein Zwitserland is gedegradeerd door verlies in de play offs                   |
| Eindhoven         | Eindhoven is rechtstreeks gedegradeerd                                           |

## Uitslagen reguliere competitie
Informatie: Zonder de Play Offs.

De thuisspelende ploeg staat in de linkerkolom.
|                   | AMS | BLO  | EIN  | DBO | HGC | ROT | HKZ | KAM | ORA | PIN | SCH | TIL |
| ----------------- | --- | ---- | ---- | --- | --- | --- | --- | --- | --- | --- | --- | --- |
| Amsterdam         |     | 0-1  | 8-1  | 3-3 | 5-3 | 1-1 | 1-0 | 3-3 | 1-2 | 6-0 | 3-2 | 4-2 |
| Bloemendaal       | 7-3 |      | 10-1 | 1-4 | 7-3 | 5-3 | 3-2 | 7-2 | 4-2 | 7-1 | 3-1 | 6-2 |
| Eindhoven         | 2-4 | 0-12 |      | 1-2 | 3-6 | 0-6 | 0-3 | 3-6 | 2-5 | 2-1 | 2-7 | 1-5 |
| Den Bosch         | 3-1 | 4-7  | 2-0  |     | 1-1 | 1-2 | 2-2 | 4-1 | 3-3 | 3-3 | 2-2 | 1-1 |
| HGC               | 5-4 | 1-3  | 3-1  | 2-1 |     | 1-2 | 2-1 | 1-1 | 3-2 | 4-2 | 3-2 | 3-1 |
| Rotterdam         | 4-5 | 5-8  | 6-1  | 4-2 | 1-2 |     | 2-0 | 3-1 | 6-2 | 7-5 | 4-4 | 4-3 |
| Klein Zwitserland | 3-1 | 2-3  | 1-0  | 1-4 | 2-4 | 4-2 |     | 5-2 | 3-2 | 4-2 | 4-5 | 2-4 |
| Kampong           | 1-2 | 1-3  | 7-1  | 2-0 | 3-3 | 2-3 | 2-0 |     | 1-2 | 5-3 | 0-4 | 2-3 |
| Oranje Zwart      | 1-1 | 0-4  | 12-0 | 1-2 | 2-2 | 2-3 | 3-2 | 2-3 |     | 3-1 | 2-2 | 4-3 |
| Pinoké            | 1-0 | 1-4  | 3-2  | 3-3 | 2-5 | 0-6 | 1-5 | 1-2 | 0-3 |     | 2-4 | 2-1 |
| SCHC              | 4-1 | 3-7  | 5-3  | 3-2 | 1-0 | 2-1 | 1-1 | 2-3 | 3-3 | 6-3 |     | 1-2 |
| Tilburg           | 2-6 | 1-3  | 5-1  | 2-2 | 0-2 | 1-3 | 6-2 | 1-4 | 4-2 | 2-1 | 2-1 |     |

## Topscorers
| #  | Naam               | Club         | Totaal | V  | SC | SB |
| -- | ------------------ | ------------ | ------ | -- | -- | -- |
| 1  | Christopher Zeller | Bloemendaal  | 47     | 21 | 25 | 1  |
| 2  | Roderick Weusthof  | SCHC         | 29     | 7  | 21 | 1  |
| 3  | Mark Neumeier      | Amsterdam    | 22     | 8  | 12 | 2  |
| 4  | Sohail Abbas       | Rotterdam    | 22     | 0  | 22 | 0  |
| 5  | Constantijn Jonker | Kampong      | 18     | 15 | 3  | 0  |
| 6  | Hayden Shaw        | Den Bosch    | 18     | 0  | 18 | 0  |
| 7  | Ronald Brouwer     | Bloemendaal  | 17     | 15 | 1  | 1  |
| 8  | Bram Lomans        | HGC          | 17     | 0  | 17 | 0  |
| 9  | Matthijs Brouwer   | Oranje Zwart | 16     | 13 | 3  | 0  |
| 10 | Teun de Nooijer    | Bloemendaal  | 16     | 11 | 1  | 4  |

| Legenda                                                               |
| --------------------------------------------------------------------- |
| V = veld-doelpunten SC = doelpunten uit strafcorners SB = strafballen |

## Play-offs
Na de reguliere competitie werd het seizoen beslist door middel van play-offs om te bepalen wie zich kampioen van Nederland mag noemen.  De nummer 1 neemt het op tegen de nummer 4 en de nummer 2 neemt het dan op tegen de nummer 3. De winnaars hiervan komen in de finale.
De geplaatste clubs waren Bloemendaal, HGC, Rotterdam en SCHC zich geplaatst voor de eindstrijd.
Eerste halve finales
| 5 mei 2007 |           |                                              |                                                           |
| SCHC       | 0-2 (0-1) | Bloemendaal                                  | Scheidsrechters: Philip Schellekens Erik Klein Nagelvoort |
|            |           | 12. Christopher Zeller (sc) 64. Karel Klaver | Scheidsrechters: Philip Schellekens Erik Klein Nagelvoort |

| 5 mei 2007                                                                     |           |                                           |                                            |
| Rotterdam                                                                      | 4-2 (1-1) | HGC                                       | Scheidsrechters: Roel Van Eert Gijs Hofman |
| 23. Sohail Abbas (sc) 50. Mark Knowles 54. Phil Burrows 66. Jeroen Hertzberger |           | 34. Bram Lomans (sc) 39. Bram Lomans (sc) | Scheidsrechters: Roel Van Eert Gijs Hofman |

Tweede halve finales
| 6 mei 2007                                    |           |                        |                                                      |
| Bloemendaal                                   | 2-1 (1-1) | SCHC                   | Scheidsrechters: Michiel Brüning Roderick Wijsmuller |
| 20. Christopher Zeller (sc) 40. Lars Stalling |           | 8. Tjeerd Steller (sc) | Scheidsrechters: Michiel Brüning Roderick Wijsmuller |

| 6 mei 2007                        |           |           |                                                           |
| HGC                               | 1-0 (0-0) | Rotterdam | Scheidsrechters: Philip Schellekens Erik Klein Nagelvoort |
| 76. Barry Middleton (golden goal) |           |           | Scheidsrechters: Philip Schellekens Erik Klein Nagelvoort |

Derde wedstrijd
| 9 mei, 2007                                                                      |                |                                                                               |                                                   |
| HGC                                                                              | 5-2 (1-1)(0-0) | Rotterdam                                                                     | Scheidsrechters: Roel van Eert Philip Schellekens |
| 65. Barry Middleton *R. de Munk 2-1 *R. Short 3-1 *E.J. Iding 4-1 *B. Lomans 5-1 |                | 58. Sohail Abbas (sc) *M. Knowles mist *Wassem Ahmed mist *J. Hertzberger 5-2 | Scheidsrechters: Roel van Eert Philip Schellekens |

(*) Eindstand 1-1: HGC wns na strafballen 5-2
Bloemendaal/HGC spelen finale en Rotterdam/SCHC finale 3de/4de plaats
3de/4de plaats
| 13 mei 2007 |                | |                                           |
| SCHC | 4-6 (2-2)(0-1) | Rotterdam | Scheidsrechters: Gijs Hofman Rob ten Cate |
| 43. Roderick Weusthof (sc) 63. Roderick Weusthof (sc) *G.J. Derikx mist *A. Sala 1-1 *R. Weusthof 2-2 *R. Derikx mist |                | 12. Robert Tigges 60. Phil Burrows (sc) *M. Knowles 0-1 *W. Hertzberger 1-2 *J. Hertzberger 2-3 *R. Tigges 2-4 | Scheidsrechters: Gijs Hofman Rob ten Cate |

(*) Eindstand 2-2: Rotterdam wns na strafballen 4-6
| 17 mei 2007                                                       |           |                                      |                                                  |
| Rotterdam                                                         | 3-2 (2-1) | SCHC                                 | Scheidsrechters: Michiel Brüning Maarten Boskamp |
| 34. Sohail Abbas (sc) 40. Jeroen Hertzberger 68. Peter Taylor 3-2 |           | 18. Rogier Hofman 25. Tjeerd Steller | Scheidsrechters: Michiel Brüning Maarten Boskamp |

Finale
| 13 mei 2007                               |           |                                                                                      |                                                  |
| HGC                                       | 2-3 (1-0) | Bloemendaal                                                                          | Scheidsrechters: Rob ten Cate Philip Schellekens |
| 19. Bram Lomans (sc) 60. Bram Lomans (sc) |           | 39. Teun de Nooijer 50. Christopher Zeller (sc) 72. Christopher Zeller (golden goal) | Scheidsrechters: Rob ten Cate Philip Schellekens |

| 19 mei 2007                                    |           |                   |                                                      |
| Bloemendaal                                    | 2-1 (1-1) | HGC               | Scheidsrechters: Erik Klein Nagelvoort Roel van Eert |
| 12. Ronald Brouwer 62. Christopher Zeller (sc) |           | 24. Connor Grimes | Scheidsrechters: Erik Klein Nagelvoort Roel van Eert |

Bloemendaal kampioen hoofdklasse heren 2006/07.

## Promotie/Degradatie play offs
De als 10de en 11de geëindigde hoofdklassers Klein Zwitserland en Pinoké moesten zich via deze play offs proberen te handhaven in de hoofdklasse. Union en Laren zijn kampioen geworden van de overgangsklasse en moeten uitmaken wie de opengevallen plaats in de hoofdklasse overneemt van Eindhoven.
Play off rechtstreekse promotie
|            |       |           |       |  |
| 9 mei 2007 | Laren | 1-0 (0-0) | Union |  |
| 9 mei 2007 |       |           |       |  |

|             |       |           |       |  |
| 12 mei 2007 | Union | 2-3 (1-0) | Laren |  |
| 12 mei 2007 |       |           |       |  |

Laren is gepromoveerd en Union neemt het op tegen Pinoké om promotie/handhaving. De nummers 2 van de beide overgangsklassen Voordaan en Schaerweijde nemen het tegen elkaar op om te bepalen wie in de tweede serie play offs het dan op mag nemen tegen Klein Zwitserland.
Play off nummers 2 overgangsklasse
|            |              |           |          |  |
| 9 mei 2007 | Schaerweijde | 3-1 (2-0) | Voordaan |  |
| 9 mei 2007 |              |           |          |  |

|             |          |           |              |  |
| 12 mei 2007 | Voordaan | 3-2 (1-0) | Schaerweijde |  |
| 12 mei 2007 |          |           |              |  |

|             |          |           |              |  |
| 13 mei 2007 | Voordaan | 4-2 (3-0) | Schaerweijde |  |
| 13 mei 2007 |          |           |              |  |

Schaerweijde terug naar overgangsklasse en Voordaan speelt play off tegen Klein Zwitserland.
Play offs tweede serie
|             |       |           |        |  |
| 19 mei 2007 | Union | 2-3 (0-1) | Pinoké |  |
| 19 mei 2007 |       |           |        |  |

|             |          |           |                   |  |
| 19 mei 2007 | Voordaan | 3-2 (3-1) | Klein Zwitserland |  |
| 19 mei 2007 |          |           |                   |  |

|             |        |               |       |  |
| 20 mei 2007 | Pinoké | 4-0 (3-0)     | Union |  |
| 20 mei 2007 |        | (golden goal) |       |  |

|             |                   |           |          |  |
| 20 mei 2007 | Klein Zwitserland | 4-3 (0-3) | Voordaan |  |
| 20 mei 2007 |                   |           |          |  |

|             |                   |                     |          |  |
| 23 mei 2007 | Klein Zwitserland | 1-1                 | Voordaan |  |
| 23 mei 2007 |                   | wint na strafballen |          |  |

Pinoké handhaaft zich en Voordaan promoveert naar de hoofdklasse. Klein Zwitserland degradeert naar de overgangsklasse.